# أحمد رضا التكناوتي
أحمد رضا التكناوتي مواليد (5 أبريل 1996، بفاس) هو لاعب كرة قدم مغربي ويلعب حاليا لنادي المغرب التطواني كحارس مرمى ضمن الدوري المغربي لكرة القدم.

## مسيرته
تلقى التاكناوتي تكوينه بمدرسة المغرب الفاسي على يد والده محمد التاكناوتي، قبل أن ينضم إلى نهضة بركان بتوصية من مدرب الحراس عبد الحق الكتامي، ومنه إلى نادي الوداد الرياضي، الذي أعاره إلى اتحاد طنجة في بداية الموسم الجاري، كما لعب للمنتخب الوطني للشباب في عهد المدرب حسن بنعبيشة. وتألق التاكناوتي خلال مرحلة ذهاب الدوري المغربي. 
فقام مدرب المنتخب الوطني هيرفي رينارد، بستدعائه للقائمة في المباريات الأخيرة، وبالتالي نجح في الحصول على مكان له بصفوف منتخب المغرب، حيث شارك التكناوتي، مع المنتخب المغربي أمام كوت ديفوار في ختام تصفيات كأس العالم لكرة القدم 2018.
التاكناوتي حديث العهد بالمنتخب المغربي، حيث شارك معه في معسكرين، وحلمه هو أن يشارك في مونديال روسيا.

## انتقالاته
2017/8/2: إعارة - من الوداد الرياضي إلى اتحاد طنجة.
2018/6/30: انتهاء إعارة - من اتحاد طنجة إلى الوداد الرياضي.
2023/8/28: انتقال حر - من الوداد الرياضي إلى المغرب الفاسي.
2023/6/30: انتقال حر - من المغرب الفاسي إلى حسنية أكادير.
2023/9/10: إنهاء عقد - من حسنية أكادير.
| التاريخ  | النوع | نقل من              | نقل إلى         |
| -------- | ----- | ------------------- | --------------- |
| 2017/8/2 | إعارة | نادي الوداد الرياضي | نادي اتحاد طنجة |

## المنتخب الوطني
بعد أن لعب مع المنتخب المغربي تحت 17 عاما لكرة القدم، وفي 10 أكتوبر 2017 قدم أول ظهور له مع المنتخب الوطني في المباراة ضد كوريا الجنوبية التي انتهت 1-3 نتيجة لصالح المغرب بعد هدف من سون هيونغ مين من كوريا الجنوبية، وإسماعيل الحداد وهدفين من أوساما تانان للمغرب.
وقام مدرب المنتخب الوطني هيرفي رينارد، بستدعائه للقائمة في المباريات الأخيرة، حيث شارك التكناوتي، مع المنتخب المغربي أمام كوت ديفوار في ختام تصفيات كأس العالم لكرة القدم 2018.

## النوادي
- نادي النهضة البركانية

- نادي الوداد الرياضي

- نادي اتحاد طنجة

## الإنجازات

### النادي
إتحاد طنجة
- البطولة الوطنية المغربية (1) : 2018

 الوداد الرياضي
- البطولة الوطنية المغربية (4) : 2017، 2019، 2021، 2022

- دوري أبطال إفريقيا (1) :
  -  البطل : 2022
  -  الوصيف : 2019، 2023
- كأس السوبر الإفريقي :
  -  الوصيف : 2022

### المنتخب
المغرب
- بطولة أمم أفريقيا للمحليين:
  -  البطل : 2018
- كأس العالم:
  - المركز الرابع : 2022[7]

فردية
- أفضل حارس في الدوري المغربي: 2018–19
- أفضل حارس في دوري أبطال أفريقيا: 2021–22[8]

## وصلات خارجية
أحمد رضا التكناوتي على موقع الاتحاد الدولي (مؤرشف)  (الإنجليزية)
- أحمد رضا التكناوتي على موقع قاعدة بيانات كرة القدم.إي يو (الإنجليزية)
- أحمد رضا التكناوتي على موقع ناشيونال فوتبول تيمز (الإنجليزية)
- أحمد رضا التكناوتي على موقع Soccerway.com (الإنجليزية)
- أحمد رضا التكناوتي على موقع عالم كرة القدم.نت (الإنجليزية)